# 六鹿茂夫
六鹿 茂夫（むつしか しげお、1952年4月22日 - ）は、日本の政治学者。専門は、国際政治学・広域ヨーロッパ国際政治・黒海国際関係・ルーマニア研究・モルドヴァ研究。学位は、Doctor în Drept（ブカレスト大学・1985年）。静岡県立大学名誉教授。
上智大学国際関係研究所助手、埼玉女子短期大学教授、静岡県立大学大学院国際関係学研究科教授、静岡県立大学国際関係学部学部長、静岡県立大学大学院国際関係学研究科附属広域ヨーロッパ研究センターセンター長（初代）などを歴任した。

## 経歴
出生から修学期
1952年、愛知県名古屋市で生まれた。愛知県立名古屋西高等学校を経て、上智大学外国語学部ロシア語学科で学んだ。1976年に卒業し、同大学大学院外国語学研究科国際関係論専攻に進んだ。1978年に修士課程を修了。その後、ニコラエ・チャウシェスク独裁政権下のルーマニアに渡り、ブカレスト大学大学院法学研究科に留学。1985年、同大学博士課程を修了し、博士号を取得。
政治学者として
1988年、上智大学国際関係研究所助手に採用された。1989年、埼玉女子短期大学助教授に就いた。1994年に同教授昇格。1994年、静岡県立大学助教授に転じ、1996年より教授。1997年からは同大学大学院国際関係学研究科教授。在任中には、2002年から2003年まで国際関係学部学部長、2008年からは国際関係学研究科附属広域ヨーロッパ研究センターセンター長も務めた。また、北海道大学スラブ・ユーラシア研究センター共同研究員も兼任。2018年3月31日、静岡県立大学を定年退職し、名誉教授となった。

### 委員・役員ほか
- 日本国際フォーラム研究員[3]

## 研究内容・業績
専門は欧州を中心とした国際政治学。東欧やスラブ民族に関する研究が多く、東欧諸国やバルカン半島に関する論文を多く発表している。

## 著作
編著
- 『ルーマニアを知るための60章』明石書店 2007[4]

共編著
- 『国際関係学への招待』小久保康之・前山亮吉共著、三恵社 2003[5]
- 『東中欧地域国際関係の変動』北海道大学スラブ研究センター 1998

「NATO拡大とルーマニア」六鹿著
- 『ヨーロッパの東方拡大』羽場久美子・小森田秋夫・田中素香編、岩波書店 2006[6]

「ルーマニアの東方外交：新しい欧州と新近隣諸国関係」六鹿著
雑誌論文
- 六鹿1978「国家要人の訪問データからみた東欧諸国家関係の変動 (1957-1967)：『制度化』概念を適用して」『ソ連・東欧学会年報』7号
- 六鹿1978「東欧地域の政治変動：東欧政治システム分析の一つの試み」『共産主義と国際政治』10号
- 六鹿1987「ルーマニア自主路線の分析枠組：内政と外交の一体性と乖離」『ソ連・東欧学会年報』16号
- 六鹿1987「チャウシェスク体制の成立過程 1965-74年」『ソ連研究』5号
- 六鹿1989「ルーマニアの国内改革とペレストロイカ」『ソ連研究』8号
- 六鹿1992「モルドヴァ『民族』紛争とロシア民族派・軍部の台頭」『国際問題』393号
- 六鹿1993「モルドヴァの政治変動」『ロシア研究』16号（年）
- 六鹿1996「岐路に立つモルドヴァ中立主義：多民族・勢力圏交叉国家の民族・領土保全政策」『ロシア研究』22号
- 六鹿1999「欧州国際システムとバルカン紛争との相互連関性に関する予備的考察」『ロシア研究』29号
- 六鹿2003「モルドヴァの社会的格差」『ロシア・東欧研究』32号
- 六鹿2005「モルドヴァのオレンジ"発展"：なぜオレンジ革命を踏襲しなかったのか」『海外事情』53巻5号
- 六鹿2005「欧州近隣諸国政策と西部新独立国家」『国際政治』142号
- 六鹿2006「黒海地域の安全保障」『国際安全保障』34巻3号

## 関連文献
- 『中・東欧及びロシア近隣諸国研究』（六鹿主査、日本国際問題研究所、1998年）